# Benedetto Gennari II

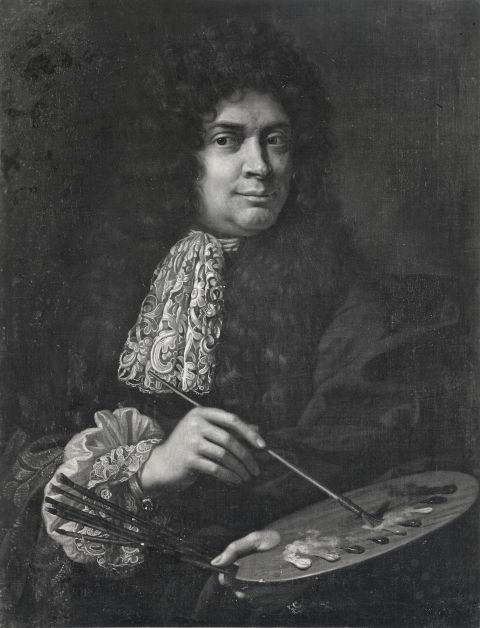
Benedetto Gennari II

Benedetto Gennari II (19 de outubro de 1633 - 9 de dezembro de 1715) foi um pintor italiano ativo durante o período barroco.

## Biografia
Pertencente a uma dinastia de pintores, Gennari foi aluno de Guercino, neto de Benedetto Gennari e irmão mais velho de Cesare Gennari. Seu pai era Ercole Gennari e sua mãe Lucia Barbieri. Ele treinou na oficina do célebre mestre Guercino, por isso seu estilo sempre foi muito próximo ao de seu professor. Após a morte de Guercino, Gennari herdou seu estúdio que dirigia com seu irmão Cesare.
Com um espírito inquieto, Gennari viajou para Paris em março de 1672 para trabalhar para a corte do rei Luís XIV. A nobreza francesa o recebeu de braços abertos, e a multidão de encomendas o encorajou a prolongar sua estada. Em setembro de 1674, mudou-se para Londres, onde se tornou pintor da corte do rei Carlos II da Inglaterra e seu sucessor James II. Pintou cenas alegóricas e mitológicas, e sobretudo retratos. Catarina de Bragança e Maria de Módena, esposas católicas de reis protestantes, encomendaram obras de arte para seu culto privado.
Gennari teve que deixar a Inglaterra quando o rei James foi destronado; ele seguiu a corte de James para Saint-Germain-en-Laye em 1689. Em 1692, ele estava de volta a Bolonha.
Gennari foi um excelente retratista que acabou desenvolvendo um estilo muito distante dos princípios ensinados na escola de Guercino. Na fase madura de seu estilo, ele adquiriu características da arte do norte da Europa, que aprendeu em suas viagens. Em 1709, foi um dos membros fundadores da Accademia Clementina.

## Obras selecionadas
- Portrait of Guercino (Galeria Nacional de Arte de Bolonha)
- Santa Clara taking habits (1656–57, Santa Chiara, Pieve di Cento)
- Cleopatra (Yale Center for British Art, New Haven)
- Tales of Ovid's Metamorphoses (Hampton Court, Londres)
- Portrait of Hortense Mancini, Duchess of Mazarin (1674, Musée des Beaux-Arts, Valenciennes)
- Annunciation (1675, Cassa di Risparmio, Cento)
- Rinaldo and Armida (1676–78, Private Collection)
- Catherine of Braganza (1638-1705) Queen of King Charles II (1678, Portugal, Lisboa, Embaixada Britânica)[3]
- King Charles II (1630-85) Reigned 1660-85 (1678, Portugal, Lisboa, Embaixada Britânica)[2]
- Sagrada Familia (1682, Birmingham Museum Art Gallery)
- Sleeping Young Shepherd surprised by two women (Royal Collection)
- Death of Cleopatra (1686, Victoria Art Gallery, Bath)
- Portrait of James II of England (1686, Private Collection, NY)
- Portrait of Nathaniel Cholmley (1687, Ferens Art Gallery, Hull)
- Annunciation (1686, Ringling Museum, Sarasota)
- Elizabeth Panton as Santa Catalina (1689, Tate Gallery, Londres)
- Mary of Modena and his son James Stuart III (1690, Pinacoteca Civica, Modena)
- Theseus and the daughters of Minos (1702, Kunsthistorisches Museum, Viena)
- The Miracle of Saint Francis Xavier (Saint-François Xavier des Missions étrangères, Paris)

## Galeria

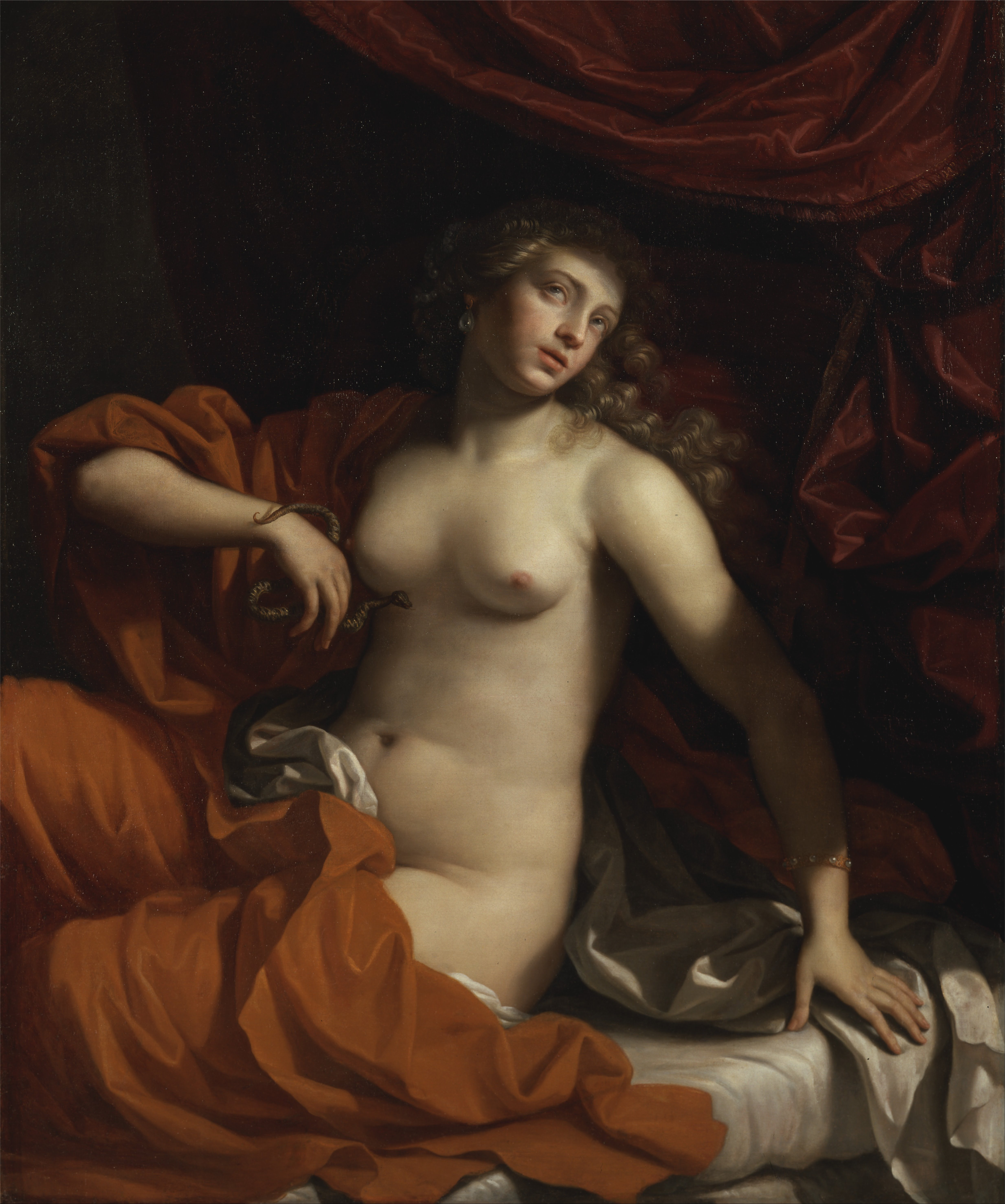
Cleopatra
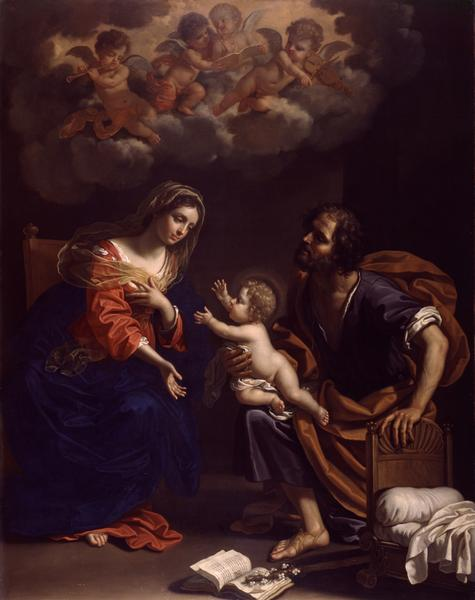
Sagrada Familia
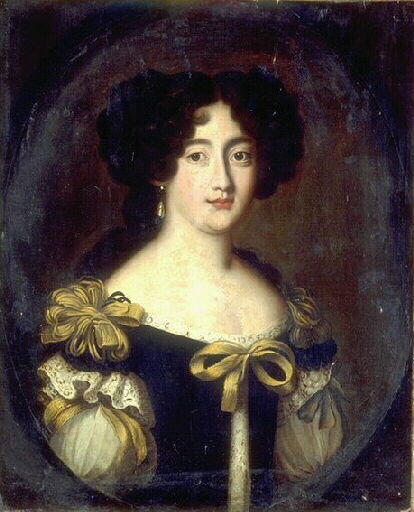
Hortense Mancini, duquesa de Mazarino
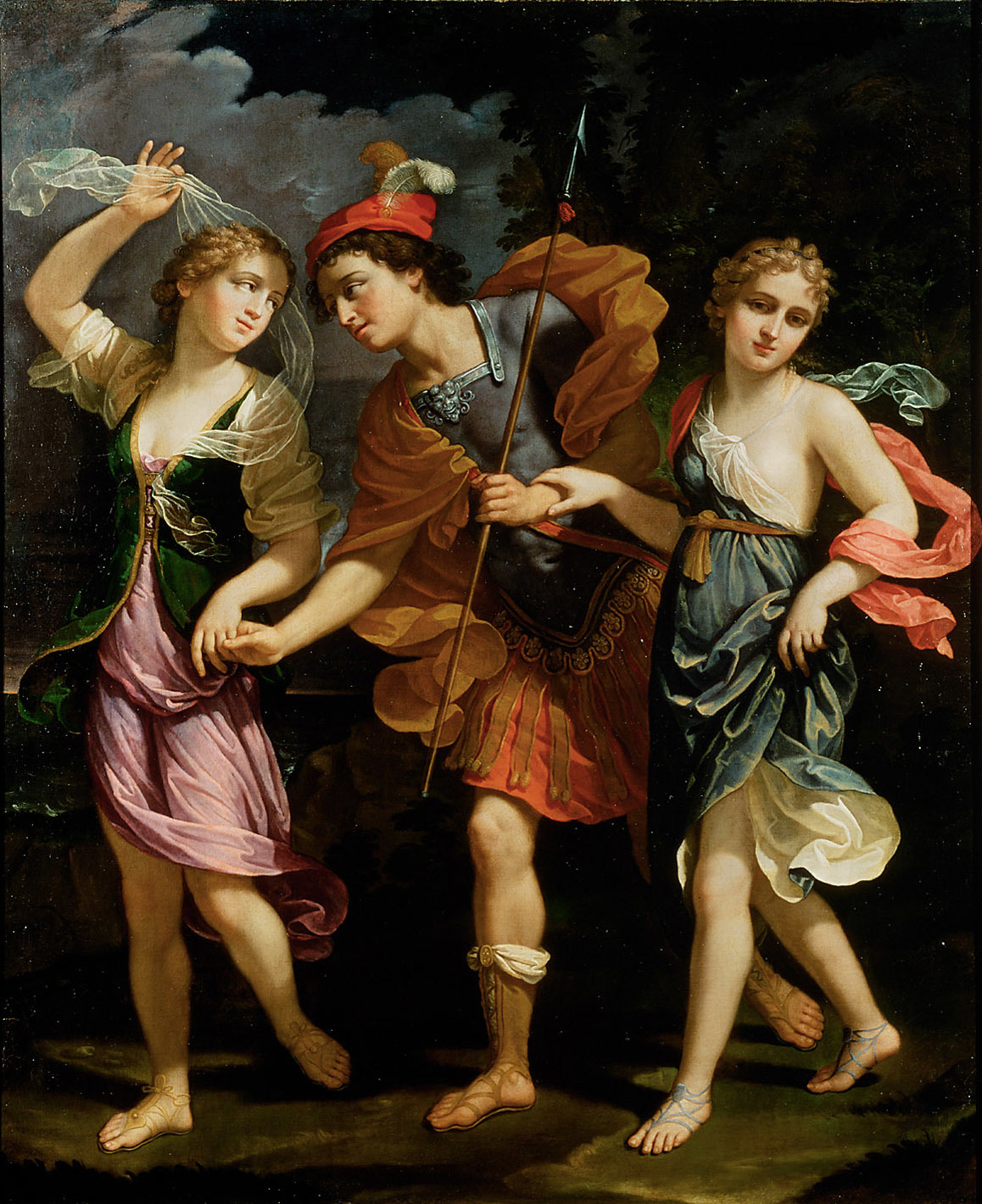
Theseus mit den beiden Töchtern des Minos, 1702
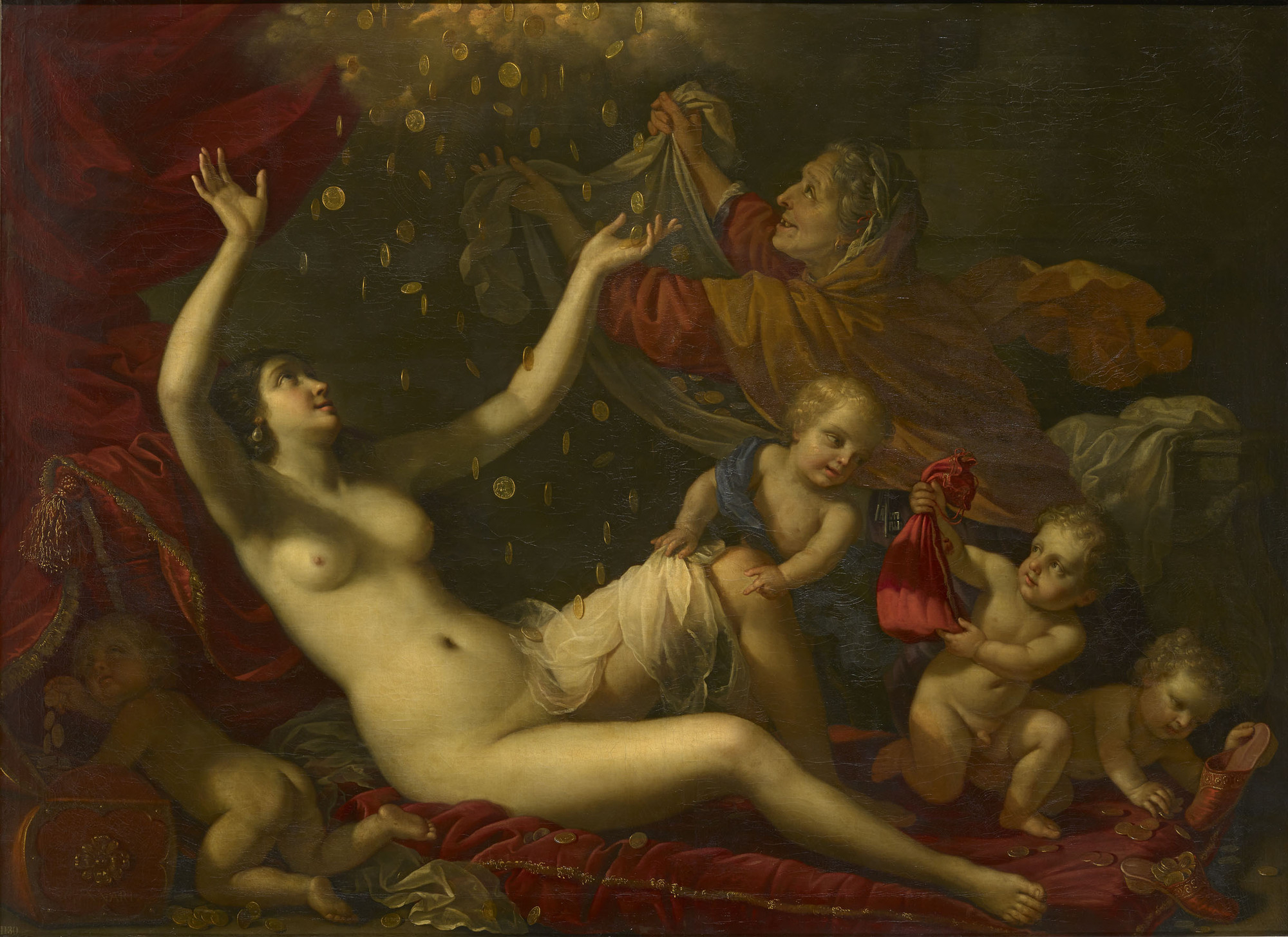
Danaë Recebendo a Chuva de Ouro
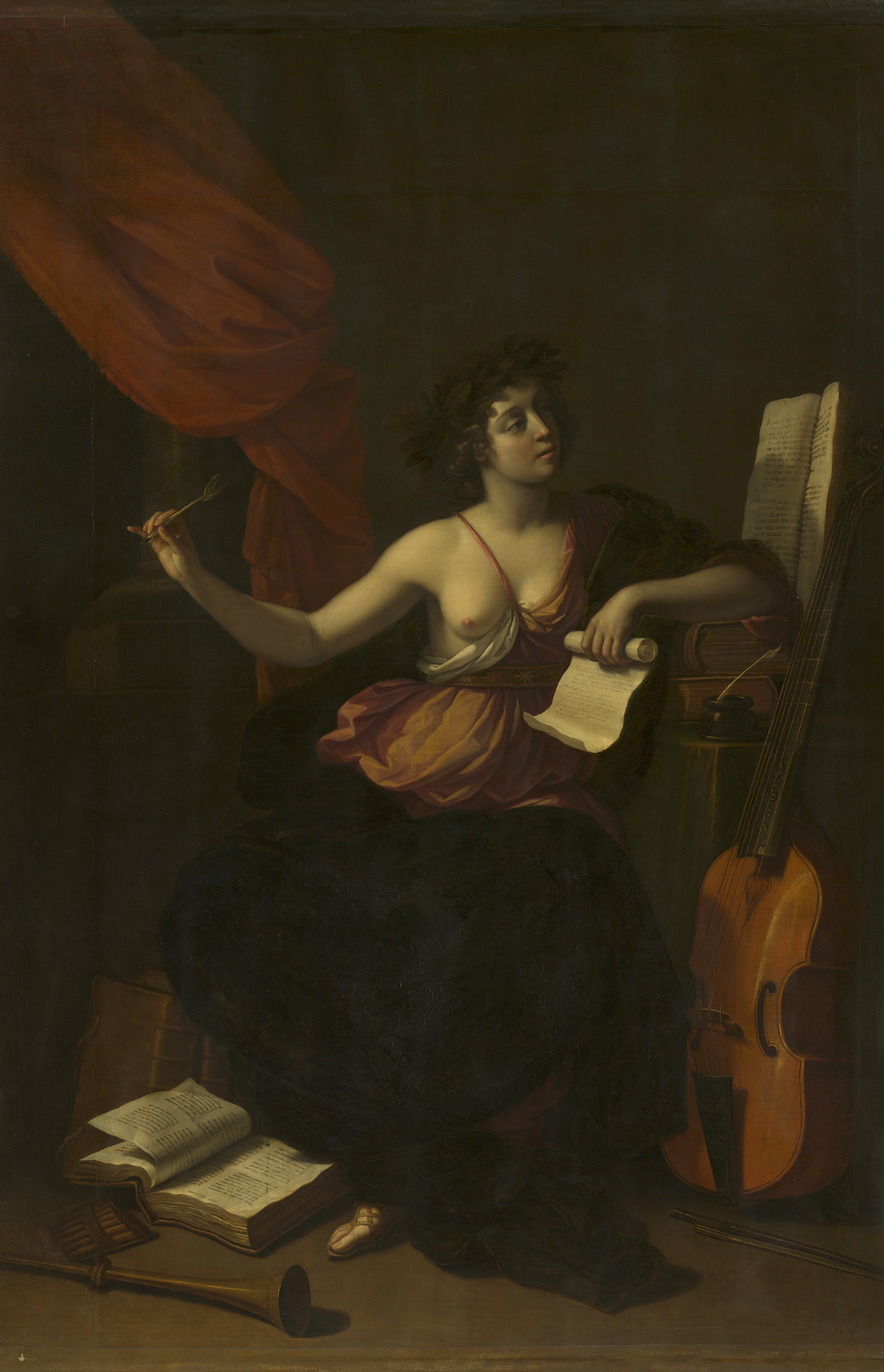
O gênio da poesia
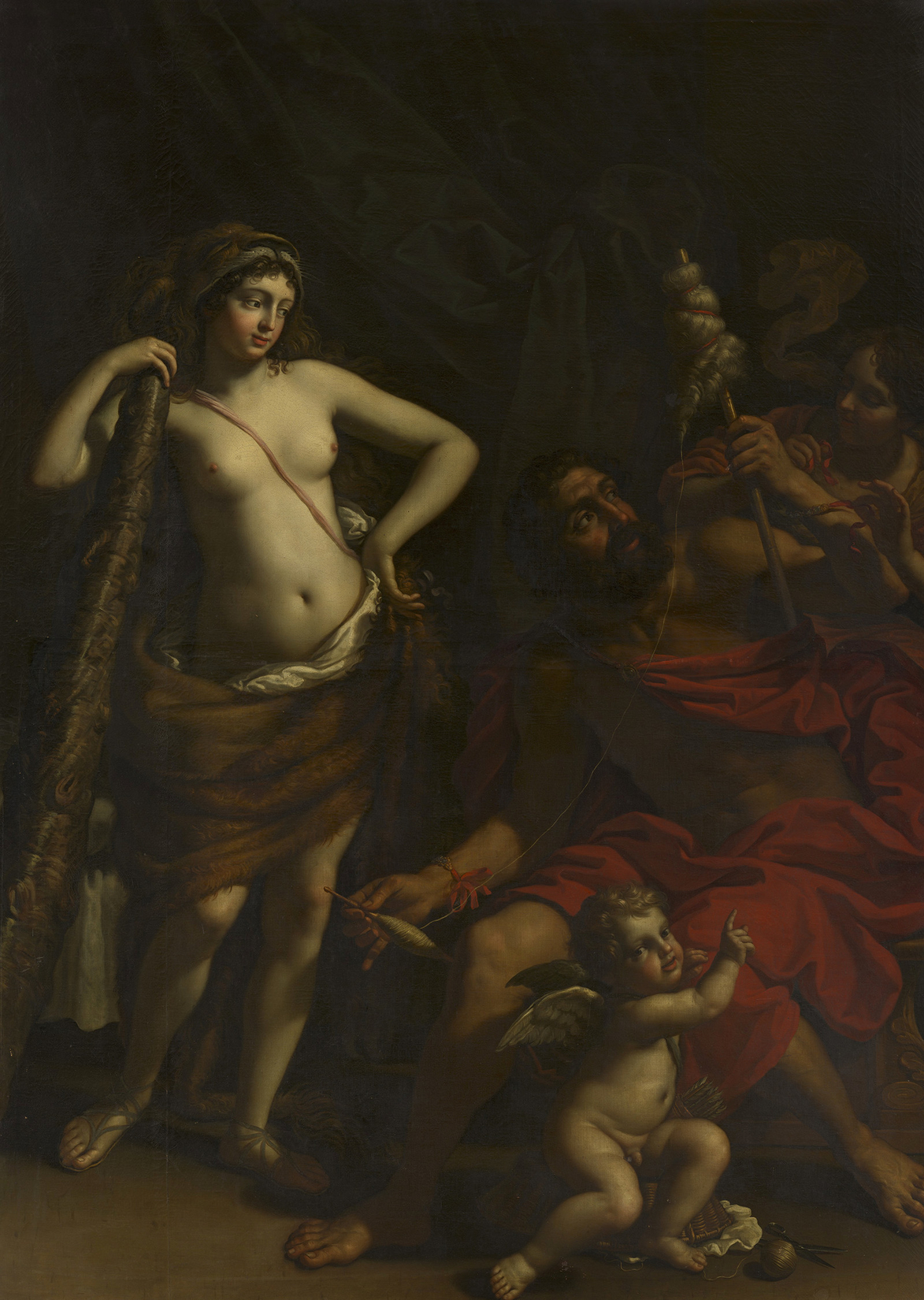
Hércules e Onfal
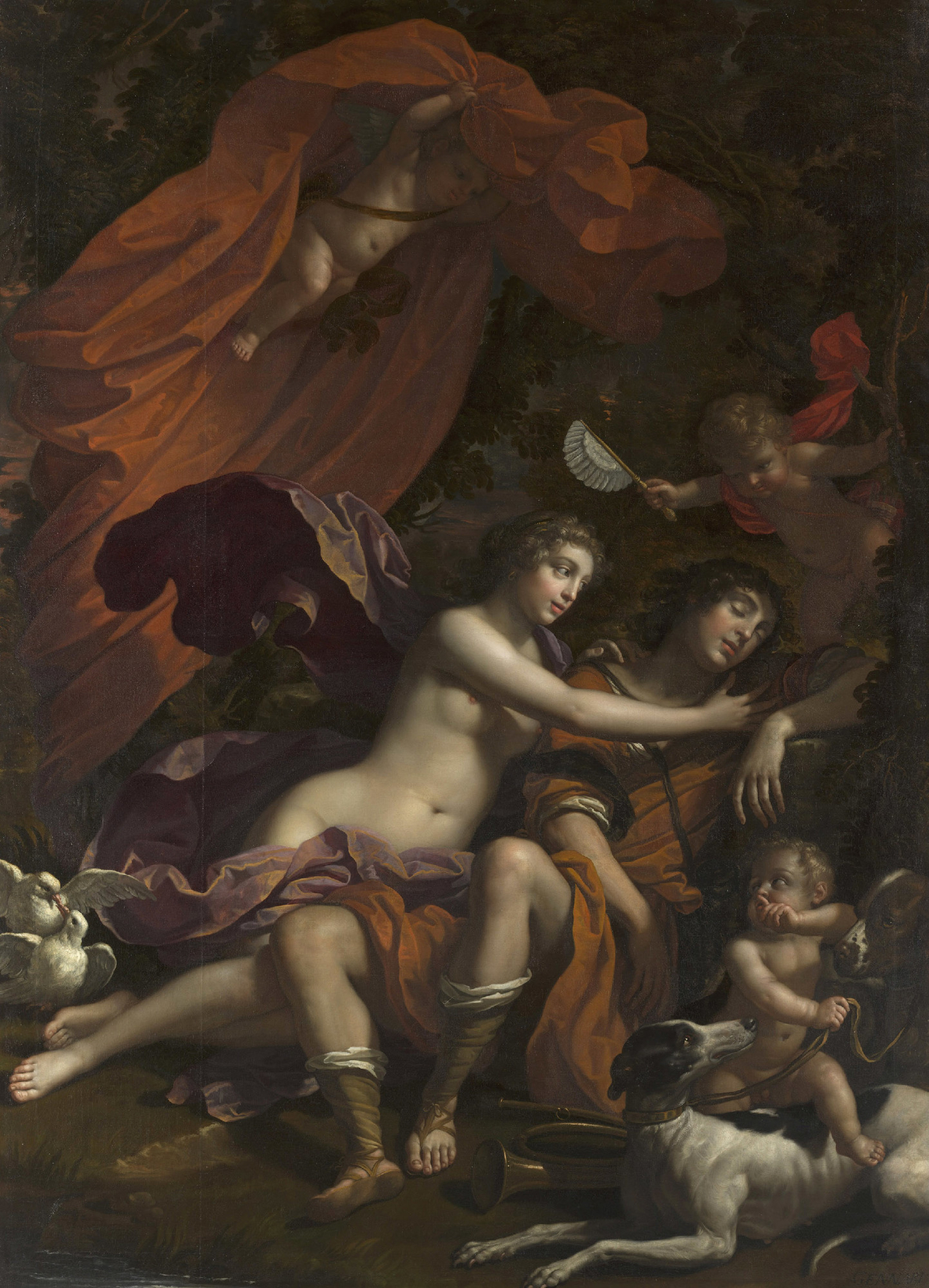
Vênus e o Adonis Adormecido